# Pat Torpey
Pat Torpey (13. prosince 1953 Cleveland, Ohio – 7. února 2018) byl americký hardrockový hudebník známý jako bubeník a doprovodný zpěvák ve skupině Mr. Big. Hrál také pro další interprety jako jsou John Parr, Belinda Carlisle, Robert Plant, skupina Montrose, Richie Kotzen či kapela The Knack. Ke konci života Torpey trpěl Parkinsonovovou chorobou, kvůli čemuž nemohl hrát na bicí na albech …The Stories We Could Tell (2014) a Defying Gravity (2017) skupiny Mr. Big, nadále však zůstával členem skupiny. Na první zmiňované desce nahrával bicí na automatu, u Defying Gravity působil jako producent bicích. Dne 7. února 2018 Torpey ve věku 64 let z důvodu komplikací způsobených chorobou zemřel.